# Coalición Internacional contra el Estado Islámico
La Coalición Internacional contra el Estado Islámico de Irak y el Levante o Combined Joint Task Force – Operation Inherent Resolve (CJTF–OIR) es la coalición militar establecida en la guerra contra Estado Islámico, dirigida por el Mando Central de los Estados Unidos para coordinar la alianza militar contra Dáesh, y está compuesto por militares estadounidenses, y de más de 30 países en el mundo. La misión de la coalición internacional es "destruir" a Dáesh. Su creación y establecimiento por el Mando Central de los Estados Unidos (comando de combate unficado de EE. UU. para el Oriente Medio) fue anunciada en diciembre del 2014, se enfoca en coordinar las operaciones militares buscando detener el rápido avance de Dáesh en Irak, a mediados del 2014. Formada en octubre del 2014, su primera "conferencia de integración a la Coalición" se llevó a cabo en diciembre de 2014. Sus operaciones son llamadas 'Resolución Inherente' por el Departamento de Defensa de los Estados Unidos. El comandante de la coalición actual ha expresado su intención de acabar con Daésh de las principales ciudades de Siria por el final de su rotación como comandante.

## Estructura

Países de la Coalición Internacional (CJTF-OIR)

El comandante de la coalición internacional es el Teniente General estadounidense Stephen J. Encargandose del CJTF-OIR
se consolidan tres tareas. El Teniente General Townsend tiene dos Sub Comandantes, el oficial de la Armada Británica, Mayor General Rupert Jones, quien actualmente maneja en el CJTF-OIR las tareas de estrategia y mantenimiento, y el oficial de la Fuerza Aérea Estadounidense, Mayor General Scott A. Kindsvater, quien actualmente maneja en el CJTF-OIR el manejo de operaciones e inteligencia. El cuartel general del CJTF-OIR  se encuentra en Campo Arifjan en Kuwait, e incluye alrededor de 500 personas de 15 naciones que se encuentran coordinando operaciones en Irak.
Siendo parte de la coalición, bastantes países han coordinado ataques aéreos en Irak incluyendo a Estados Unidos, Australia, Canadá, Dinamarca, Francia, Jordania, Países Bajos y el Reino Unido. Aquellos que han coordinado ataques aéreos en Siria incluye a Estados Unidos, Australia, Baréin, Canadá, Francia, Países Bajos, Jordania, Arabia Saudita, Turquía, Emiratos Árabes Unidos y Reino Unido.
Una docena de países están involucrados en el Entrenamiento Antiterrorista de tropas iraquíes. Aquellos que han anunciado su participación en el programa que entrena a las fuerzas iraquíes incluyen a Australia, Canadá, Dinamarca, Francia, Alemania, Italia, Países Bajos, Nueva Zelanda, Noruega, Eslovenia, España, Reino Unido y Estados Unidos. Como resultado del programa de entrenamiento, alrededor de 6.500 fuerzas iraquíes han completado el entrenamiento, y 4.500 se encuentran actualmente en entrenamiento.
En agosto de 2015 los aviones de la coalición habrían reportado alrededor de 45 259 en el año previo a la operación, siendo mayormente operados por Estados Unidos, que representaría el 67 por ciento y cayendo más de 5.600 en la campaña hasta la fecha. En otro caso, The Guardian habría expresado sobre ciertos viajeros independientes que habrían reportado 52 bombardeos que habrían asesinado a 450 personas, incluyendo 100 niños. La coalición estadounidense únicamente habría retribuido la muerte de dos de ellos.
En octubre del 2015, Túnez anunció que se uniría a la coalición.